# Andronovói kultúra

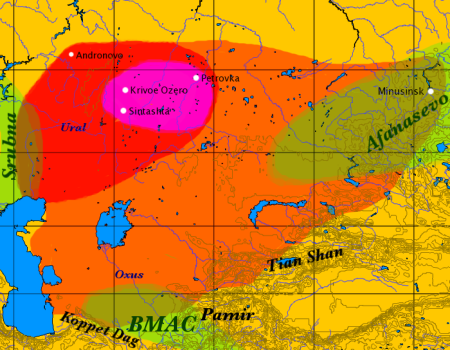
Az andronovói kultúra területe. A cserkaszkuli kultúra ennek a szélén, az Aral-tótól északra található.

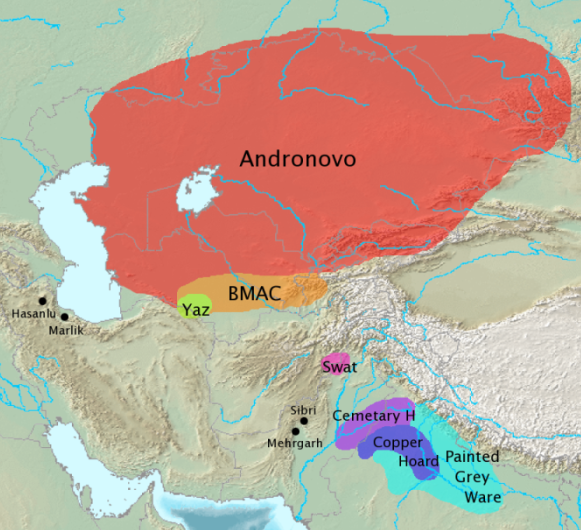
A feltételezetten indoiráni andronovói kultúra és tőle délre Indiában a feltételezett indoárja továbbvándorlás eredményezte kultúrák.

Az andronovói kultúra – kultúracsalád – több bronzkori kultúra összefoglaló neve Nyugat-Szibéria és a nyugat-ázsiai sztyeppe területén az i. e. 2. évezredben. A gödörsíros kurgán-kultúra kései típusa, amelyet általában az indoiráni népekkel szoktak kapcsolatba hozni.  Egyik változata, az alapváltozattól északnyugatra a cserkaszkuli kultúra az iráni népekkel kapcsolatba került ugorok – a még szét nem vált magyarok és obi-ugorok – kultúrája lehet. 
Az Andronovói kultúracsalád párhuzamosan fejlődött a kelet-európai sztyeppe és erdővidék Szrubna (gerendavázas) kultúracsaládjával. Mindkettőre jellemző volt a pásztorkodó állattenyésztés és a Dél-Urálban szoros kapcsolatban álltak egymással. 

## Régészeti jellemzői
Alekszandr Vasziljevics Matvejev szerint az andronovói kultúrák – amelyek egyesítik a transzuráli és nyugat-szibériai kultúrákat – alapvető jellemzői a következők: 
- az állattenyésztés dominál, főleg a marha, kisebb részben a ló és a juh, a disznó viszont hiányzik
- főleg állandó települések, félig földbe vájt, gerendavázas házak
- hamuhalmok a településen
- az elhunytat a talajon lévő építményekben temették el, amelyek vályog- és gyeptéglából vagy kőből álltak
- a sírkamra fából, kőből, vagy a kettő kombinációjából készült
- kettős temetési szertartásrend: keleten temetés, nyugaton hamvasztás, néha egyes csontok másodlagos eltemetése
- a kutya és a tűz meghatározott szerepe a temetkezési szertartásban
- a cserépedények gazdag geometrikus díszítése: cikk-cakkok, meanderek, háromszögek, szvasztikák, stb.
- kőeszközök használata a fémművességben
- csont játékkockák

## Etnikai jellemzői
Jelena Jefimovna Kuzmina az egész kultúracsaládot a kelet-iráni népekkel társította, mivel ezek gazdasági és néprajzi jellemzői megfelelnek az illető népek írásbeli és néprajzi hagyományainak. 

## Gazdasága
A pásztorkodó állattenyésztés letelepültebb és mobilabb változatai kialakultak benne. Fontos szerep volt a kézművességnek és a kereskedelemnek, a szomszéd kultúrákkal is. 

## Települései
A települések a folyóvölgyekben voltak, a nyílt lefolyástalan sztyeppék gyakorlatilag lakatlanok maradtak. A települések közül 3-4 alkotott egy klasztert, ezek közelebb voltak egymáshoz, 5–10 km-re egymástól. A Felső-Tobol medencéjét Jevdokimov becslése alapján összesen mintegy 450-550 ember lakhatta, részben Alakul-, részben Szrubna-településeken.  Észak- és Közép-Kazahsztán mintegy 400 000 km²-es területén összesen mintegy 3500-7000 ember lakhatott. 

## Változatai és története
Az i. e. 2. évezred elején, amikor a Volga–Dnyeper között a gödörsíros kurgán kultúrából kialakult katakombás sírok csoportja, erőteljes terjeszkedés indult meg kelet felé az ázsiai sztyeppén. Ez lehetett az indoiráni népek keletre vándorlásának kezdete. A helyi vadász népesség beolvasztásával, az afanaszjevói kultúra után nagyjából az i. e. 16–15. századra létrejött az Urál folyótól keletre az andronovói kultúra amely az Irtis folyóig, a rokon kultúrákkal az Ob és a Jenyiszej felső folyásáig, azaz az Altájig és a Szajánig terjedt. Nyugaton a gerendavázas és az andronovói kultúra határa a Belaja és az Urál folyó volt, ott ahol korábban a kelet-európai kurgánkör keleti határa volt. A gerendavázas és andronovói kultúra együttes területe összevetve az iráni eredetű régi helynevek elterjedésével igen jó egyezést mutat. 
Matvejev szerint a kultúracsalád első kultúrája a Szintasta–Petrovka–Arkaim-kultúra volt, amelyből előbb az Alakul-kultúra, majd ebből korábban a Fjodorovói kultúra és a Cserkaszkuli kultúra, később ugyancsak az Alakul-kultúrából a Mezsovka-kultúra, az Alekszejevka–Szargari-kultúra, az Irmen-kultúra és Karaszuk-kultúra alakult ki.  Más felfogás szerint a Petrovka-kultúra a Szintasta-kultúra részben párhuzamos leágazása, amely helyi elemeket is magába olvasztott. 
Grigorjev kevésbé elfogadott nézetei szerint az Alakul-kultúra a Szintasta-kultúra és az Abasevo-kultúra kombinációjából származott,  a Fjodorovói kultúra kialakításában pedig transzkaukázusi és közel-keleti csoportok is részt vettek az iráni Azerbajdzsán területéről. 
I. e. 2000–1500 között terjedt el a sztyeppén a harci kocsi, amely megnövelte ezen kultúrák mozgékonyságát, kereskedelmi hatókörét és katonai konfliktusokhoz vezetett. I. e. 1750–1500 között, az Alakul- majd a Fjodorovó-kultúra állattenyésztő-földműves-fémműves csoportja behatoltak a sztyeppéről észak felé a tundraövezetbe, amit a jellegzetes kerámiadíszítéses települések terjedése jelez. A tundrán nagy hatással voltak az ottani őslakos halász-vadász népességre, akik átvették a pásztorkodást és ónbronzot kezdtek használni. A közvetlen andronovói gyarmatosítás erőteljesebb volt az Urál hegység melletti tundrán, ahol szinkretikus, andronoid, „andronovószerű” kultúrák jöttek létre.  Ennek hatására i. e. 1500-tól a vadász-halász terület nagysága erősen csökkent, visszaszorult a tajgaövezet északi részére, ami azért még mindig óriási terület. 
Az i. e. 15. századtól komoly régészeti jelei vannak az andronovói kultúra déli irányú terjeszkedésének a közép-ázsiai oáziskutúra felé. Az oázis földművelő csoportjai körében megjelenik az andronovói jellegű kerámia, megváltoznak a temetkezési szokások és sírtípusok, megjelennek a sztyeppei fémtárgyak. Ez a terjeszkedés megfigyelhető a Pamírban, Taskent környékén és a Tiensan fennsíkjain. Egy másik andronovói ág a Kaszpi-tenger partján húzódott dél felé, aminek következtében Iránban megjelentek az északi zablafajták és a hurkatechnikával készült agyagedények. Végeredményeként az i. e. 2. évezred utolsó harmadában megszűnt a közép-ázsiai oázis-kultúra, amely a régi Dzsejtun-kultúrából eredt Dél-Türkmenisztánban, de az i. e. 2. évezred elejére már kiterjedt a mai Tádzsikisztán és Üzbegisztán területére is. Az oázis-kultúra népessége az andronovóiakkal való életmódbeli ellentéteikből sejthetően nem volt indoeurópai. Az i. e. 2. évezred végére az északi népesség valószínűleg erőszakos módon elfoglalta Afganisztán, Baktria és a Fergánai-medence mezőgazdasági területeit is. 
Az andronovói és az oázis-kultúra között volt még egy, nem a kurgánkörhöz tartozó: a kelteminári kultúra. Ennek korábban szerepe volt a neolitikus forradalom északra való terjesztésében a Dzsejtun-kultúra felől az északi sztyeppre a kurgánvilág és az Urál területére. Harmatta János ezt a kultúrát korábban az árják keleti – káfiri és szanszkrit – kultúráihoz társította, később azonban egy *kāṥva nevű etnikummal azonosította, akiket még az i. e. 3. évezredben választott volna ketté az indoirániak keleti vándorlása. Déli csoportjukból jött volna a Mezopotámiában az i. e. 2. évezred első felében megjelenő kassúk népe, északi csoportjaik pedig részben a nyugati türkök törzsszövetségébe, illetve a szamojédek közé olvadtak volna be (török qāš, szamojéd *kāśa = 'ember'). 
Az i. e. 2. évezred utolsó századaiban, az Alakul- és Fjodorovo-kultúrák bomlása után keleti hatások jelentek meg a későbbi Andronovo-kultúrákban. 

### Andronovói kultúrák

#### Szintasta-kultúra
A Szintasta-kultúra korai bronzkori kultúra volt az eurázsiai sztyeppe az Urál felső folyása és a Tobol közötti részén, amelyet i.e. 2100–1800 közé datálnak. Névadója a Szintasta, a Tobol mellékfolyója amelynek bal partján tárták fel a Szintasta régészeti lelőhelyet. A kultúra életében fontos szerepet játszott a hadviselés és a távolsági kereskedelem.  A Szintasta-kultúra kialakulásához hozzájárult a Fekete-tenger körüli („cirkumpontikus”) technikai-kulturális hálózat szétesése és a Katakomba-kultúra népének terjeszkedése.  A településeket tömbszerű, zárt, szabályos elrendezés jellemzi. A temetkezésben a kurgánhagyomány folytatása és gazdag állatáldozati rendszer figyelhető meg. 

#### Andronovó I kultúra
i. e. 20–18. sz. 

#### Petrovka-kultúra
A Szintasta-kultúra területi expanziója és eltűnése révén alakult ki az Alakul-kultúrával párhuzamosan. Településszerkezete a korábbi zárt magszerkezet helyett szétszórtabb jellegű, egyedül álló házak jellemzik. Az állatáldozatok egyszerűsödtek. A kerámia egységesebb lett a saját kultúrán belül. A temetkezésben megjelent a hamvasztás. 

#### Alakul-kultúra
i. e. 15–12. sz.  A Szintasta-kultúra területi expanziója és eltűnése révén alakult ki az Petrovka-kultúrával párhuzamosan. Településszerkezete a korábbi zárt magszerkezet helyett szétszórtabb jellegű, egyedül álló házak jellemzik. Az állatáldozatok egyszerűsödtek. A kerámia egységesebb lett a saját kultúrán belül. A temetkezésben megjelent a hamvasztás. 

#### Fjodorovó-kultúra
i. e. 18–16. sz. (???)  A Petrovka- és Alakul-kultúra után területe maximális volt, kiterjedt mindkettőére. A kurgános temetőkben nyugaton hamvasztás, keleten temetés volt. 

#### Karaszuk-kultúra
A Karaszuk-kultúra területe a Minuszinszk-medencében a Jenyiszej, valamint az Ob felső folyása mentén volt  az i. e. 1500–800 közötti időszakban.  A Karaszuk-kultúra törzsei az i. e. 14. században kiszorították a Minuszinszk-medencéből az andronovói családba tartozó Fjodorovó-kultúra jenyiszeji változatának népét.  A karaszukiak etnikailag különböztek mind az andronovóiaktól, mind a kínaiaktól.  A fjodorovóiak ezután Közép-Ázsiába vándoroltak.  A karaszukiak főleg juh- és marhatartók voltak. Kiterjedt fémművességgel rendelkeztek, jellegzetes volt a hajlított bronzkésük. Kantárleletek alapján a lovaglás kezdeteit képviselték a szibériai sztyeppén. hatásuk Nyugat-Szibériában és Közép-Ázsiában messzebbre terjedt, mint az andronovói kultúráé. 

### Andronovószerű kultúrák
Az „andronovószerű” kultúrakör hét alkultúrából áll. Ezek kerámiáit a lapos fenekű, magas vagy közepes vállú, rövid nyakú fazekak jellemzik. Díszítésükben jelen van az andronovói geometrikus jelleg, és az erdőövi képvilág is. Ezen belül azonban minden alkultúra egyedi, és kerámiái hasonlítanak ezentúl az Urál mindkét oldalának valamint Nyugat-Szibéria korabeli területének, sőt bizonyos mértékig az egész tundra- és sarkköri övezetnek a régészeti hagyatékára. 

#### Cserkaszkuli kultúra
i. e. 18–14. sz.  A cserkaszkuli kultúra hagyatéka a középső és déli Transzurálban, az Urál hegység mellett annak keleti oldalán az erdőöv déli és az erdős sztyepp északi peremén található. Néhány eleme azonban mélyen a sztyeppén is fellelhető. Fazekassága a fjodorovói kultúráéval sok közös vonást mutat.  Délen a halottégetés, északon és nyugaton a temetés jellemzi.  Veres Péter szerint a nyelvészet, régészet és antropológia eredményei alapján kijelenthető, hogy a cserkaszkuli kultúra az ugorsággal – a még szét nem vált magyarokkal és obi-ugorokkal – azonosítható. Az andronovói szélesarcú protoeuropid típus - ami még a honfoglaló magyarságnál is jól kimutatható - antropológiailag jól elkülöníthető a tőlük nyugatra élő szintén europid szkítáktól. 

#### Pahomovói kultúra
i. e. 12–11. sz.  A pahomovói kultúra hagyatéka az Irtis középső folyása és a Tobol mentén található. 

#### Szuzguni kultúra
i. e. 12–9. sz.  A szuzguni kultúra hagyatéka a középső Irtis tajgaövezetében található. 

#### Elovkai kultúra
Az elovkai kultúra hagyatéka az Ob–Irtis medence erdőövezetében található. 